# Cormoran pélagique
Urile pelagicus
Espèce
Synonymes
- Phalacrocorax pelagicus

Statut de conservation UICN

 LC  : Préoccupation mineure
Le Cormoran pélagique (Urile pelagicus, anciennement Phalacrocorax pelagicus) est une espèce d'oiseau de la famille des phalacrocoracidés qu'on retrouve le long des côtes du Pacifique nord.

## Nidification
Il niche généralement en petites colonies de moins de 50 couples, très rarement de plus de 500 couples. Les colonies sont placées dans des falaises escarpées.

## Alimentation
Le Cormoran pélagique cherche généralement sa nourriture en solitaire à moins de 100 m de la côte. Il peut plonger à plus de 30 m de profondeur – possiblement à plus de 100 m – et peut rester immergé pendant 70 secondes.

## Répartition

nicheur
non nicheur

## Sous-espèces
D'après la classification de référence (version 14.1, 2024) de l'Union internationale des ornithologues, le Cormoran pélagique possède 2 sous-espèces (ordre philogénique) :
- Urile pelagicus pelagicus (Pallas, 1811) ;
- Urile pelagicus resplendens (Audubon, 1838).